# Barbacane di Varsavia
Il barbacane di Varsavia (in polacco: Barbakan Warszavaski) è un barbacane a pianta semicircolare che proteggeva l'accesso alla Città Vecchia (Stare Miasto), protetta dalle mura, dalla parte della Città Nuova (Nowe Miasto).

## Storia
Il barbacane venne eretto nel 1548 al posto di una più antica porta, su disegno di un architetto italiano (Giovanni Battista il Veneziano), attivo nel ducato di Masovia nel XVI secolo e incaricato del rifacimento delle precedenti mura del XIV secolo.
Quasi immediatamente dopo la sua realizzazione divenne inutile per il rapido sviluppo dell'artiglieria. Venne utilizzato a difesa della città solo durante l'invasione svedese ("Diluvio") del 1656, quando il re Giovanni II Casimiro Wasa fu costretto a riprenderlo agli Svedesi che lo avevano inizialmente conquistato.
Nel XVIII secolo fu parzialmente smantellato, per fornire un accesso più ampio alla città e nel XIX secolo i suoi resti vennero inglobati in un palazzo di appartamenti. Negli anni 1937-1938 Jan Zachwatowicz ricostruì parzialmente le mura e la parte occidentale del ponte di accesso sopra il fossato, demolendo le strutture che vi si erano sovrapposte. La mancanza di fondi impedì la progettata ricostruzione del barbacane prima dell'invasione nazista del 1939.
Durante la seconda guerra mondiale i resti del barbacane furono distrutti e vennero nuovamente ricostruiti tra il 1952 e il 1954, sulla base di schizzi del XVII secolo: il governo aveva infatti deciso che risultava meno costoso ricostruire la fortificazione come luogo di attrazione per i turisti, piuttosto che ricostruire le case di appartamenti. Per la ricostruzione furono utilizzati mattoni presi negli edifici storici distrutti delle città di Nysa e Breslavia. Alla ricostruzione mancano solamente i due accessi esterni e l'antica torre sul lato della Città Vecchia.

## Descrizione
Era un bastione semicircolare a tre livelli, dotato di quattro torri semicircolari e con feritoie per i fucilieri, esteso al di fuori delle mura per 30 m, largo 14 m e alto 15 m dal fondo del fossato che circondava le fortificazioni.